# 提辖
提辖，是中國古典小說《水滸傳》中所出現的宋朝官名，花和尚魯智深就曾經擔任此官職。
北宋有「提轄人船禮物官」，顯聖寺聖壽禪院有差遣官「提轄管勾印經院事」，《三朝北盟會編》卷一四二:「提轄官以骨朵擊其口，血流，不能作聲，斬於堠下。」可知宋代史料有「提轄」之名的差遣官，提轄作動詞，管理內容需看提轄何事，也不如寄祿官有一定的品秩。
另，遼朝有諸宮「提轄制置司」亦設有提轄官。
除此之外，南宋時有「四轄」的提轄官主管官制，四者分別掌管榷貨務都茶場（管理專賣）、雜買務雜賣場（管理官近宮府採買）、文思院（管製造宮近器物）、左藏庫（儲藏金銀錢），另外南宋工部軍器所亦有提轄官。